# Capri (Campània)
Capri és un municipi, a la Ciutat metropolitana de Nàpols, situat a l'illa de Capri, a Itàlia. Comprèn el centre i l'est de l'illa, mentre que l'oest pertany al municipi d'Anacapri.

## Principals llocs d'interès
Entre els llocs d'interès del municipi es troben:
- Via Krupp
- Els farallons (Faraglioni)
- Arco Naturale
- Villa Lysis
- Villa Malaparte
- Palazzo a Mare[1]
- Marina Grande, port de Capri
- Piazza Umberto I coneguda com a Piazzetta
- Cartoixa de San Giacomo, amb vistes al port Marina Piccola
- Villa Jovis

### Esglésies

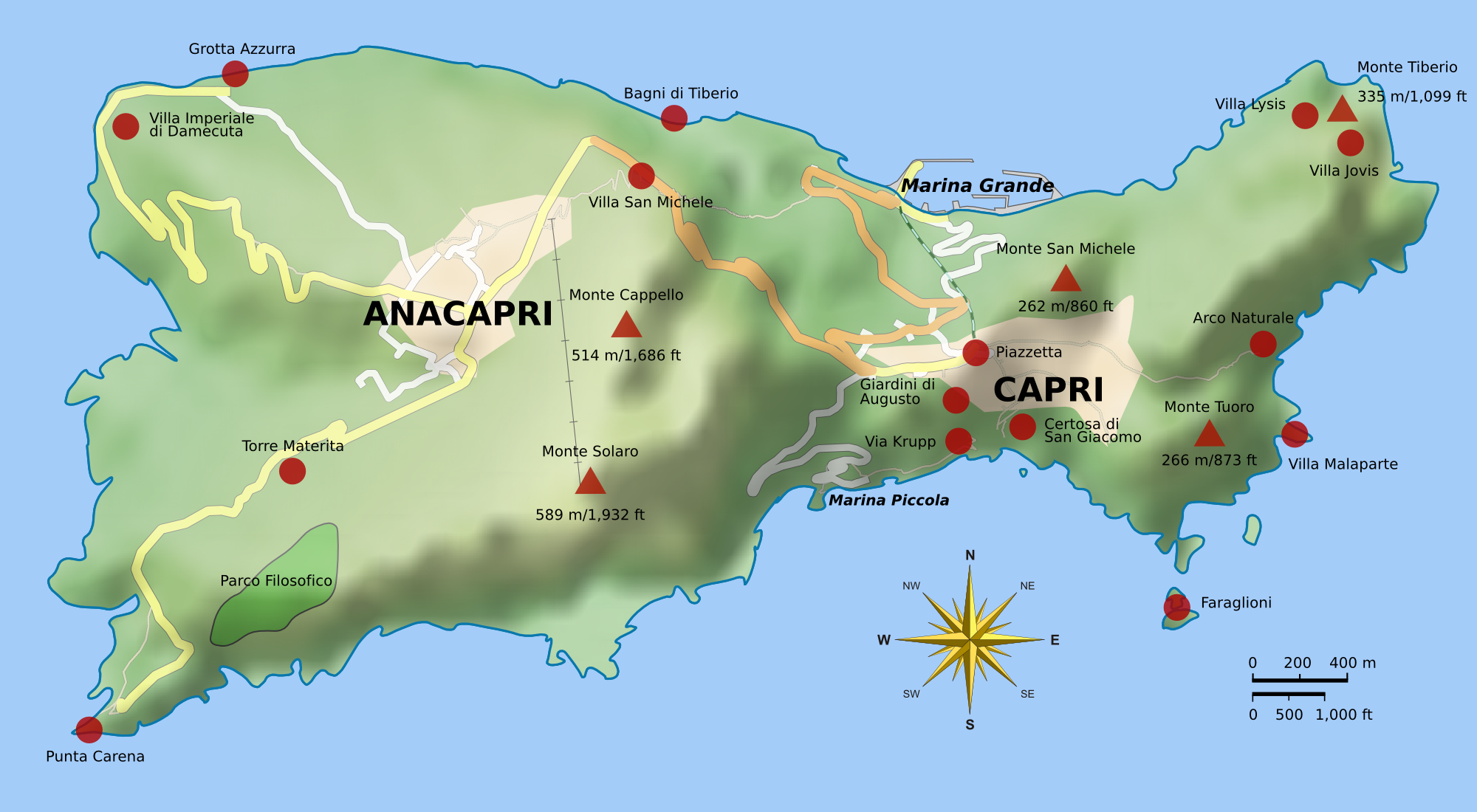
La ciutat és una part de l'illa de Capri.

- Església de San Costanzo
- Església de Santo Stefano
- Església de Sant'Anna
- Església de S. Michele
- Església de S. Maria del soccorso
- Església de S. Andrea
- Església de Costantinopoli
- Cementiri catòlic de Capri

## Transport
Hi ha connexions marítimes des del ports de Mergellina i Molo Beverello de Nàpols, Sorrento, Positano i Amalfi cap el port de Capri. Des del port de Marina Grande, hi ha un funicular que puja cap fins a la ciutat de Capri.
L'aeroport més proper és l'Aeroport de Nàpols-Capodichino (codi IATA NAP).

## Galeria

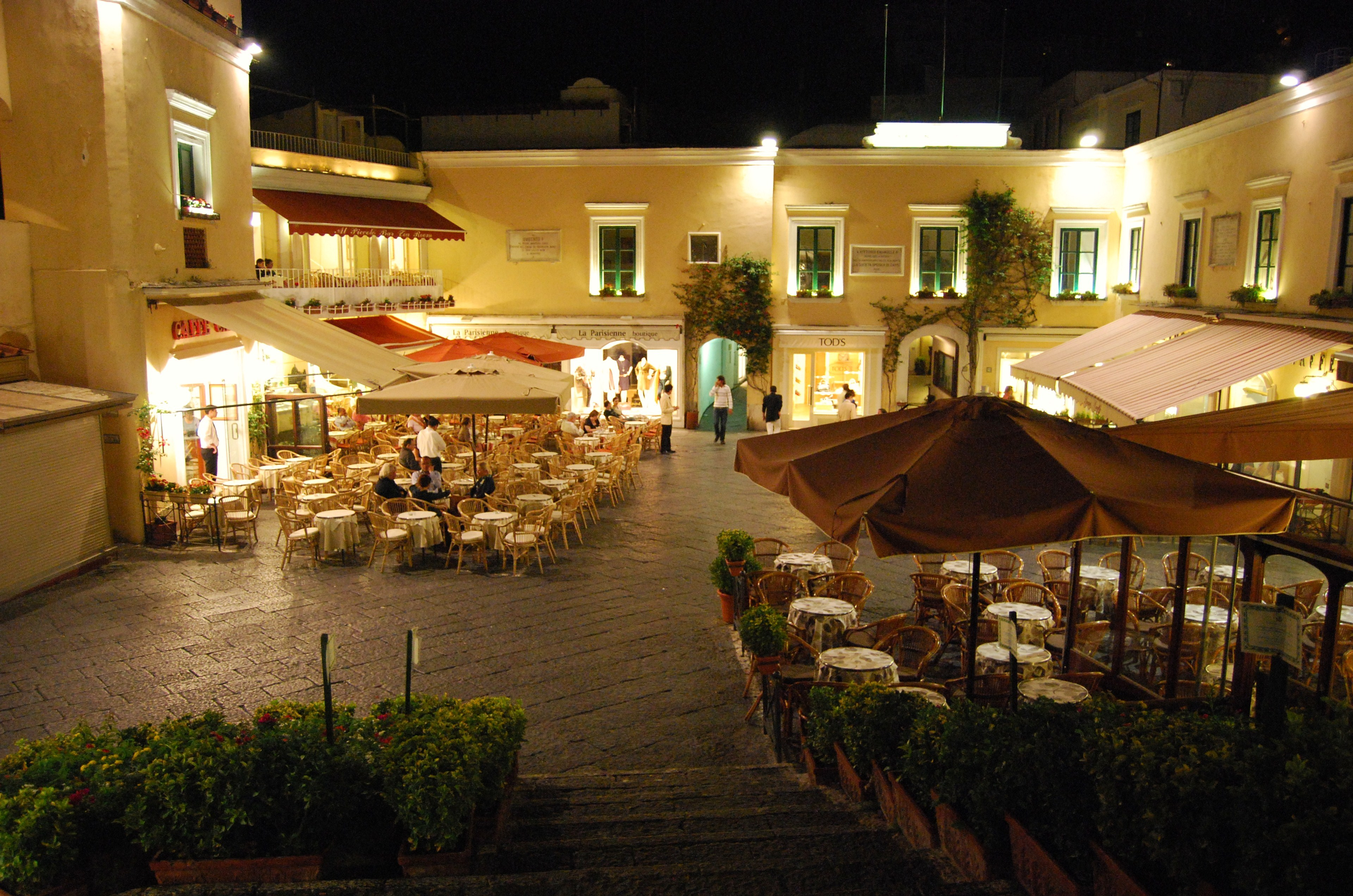
La Piazzetta
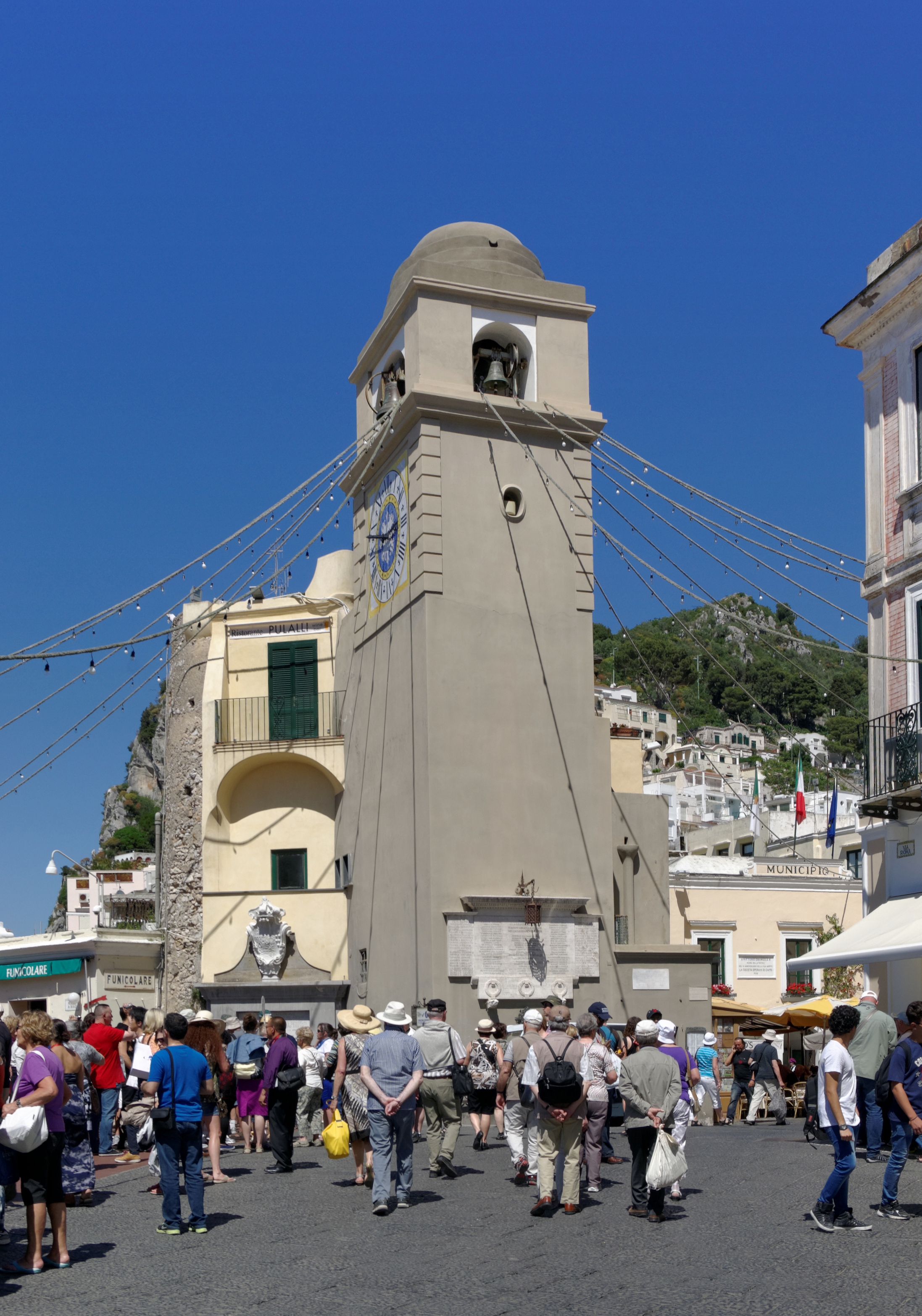
Torre del rellotge a la Piazzetta
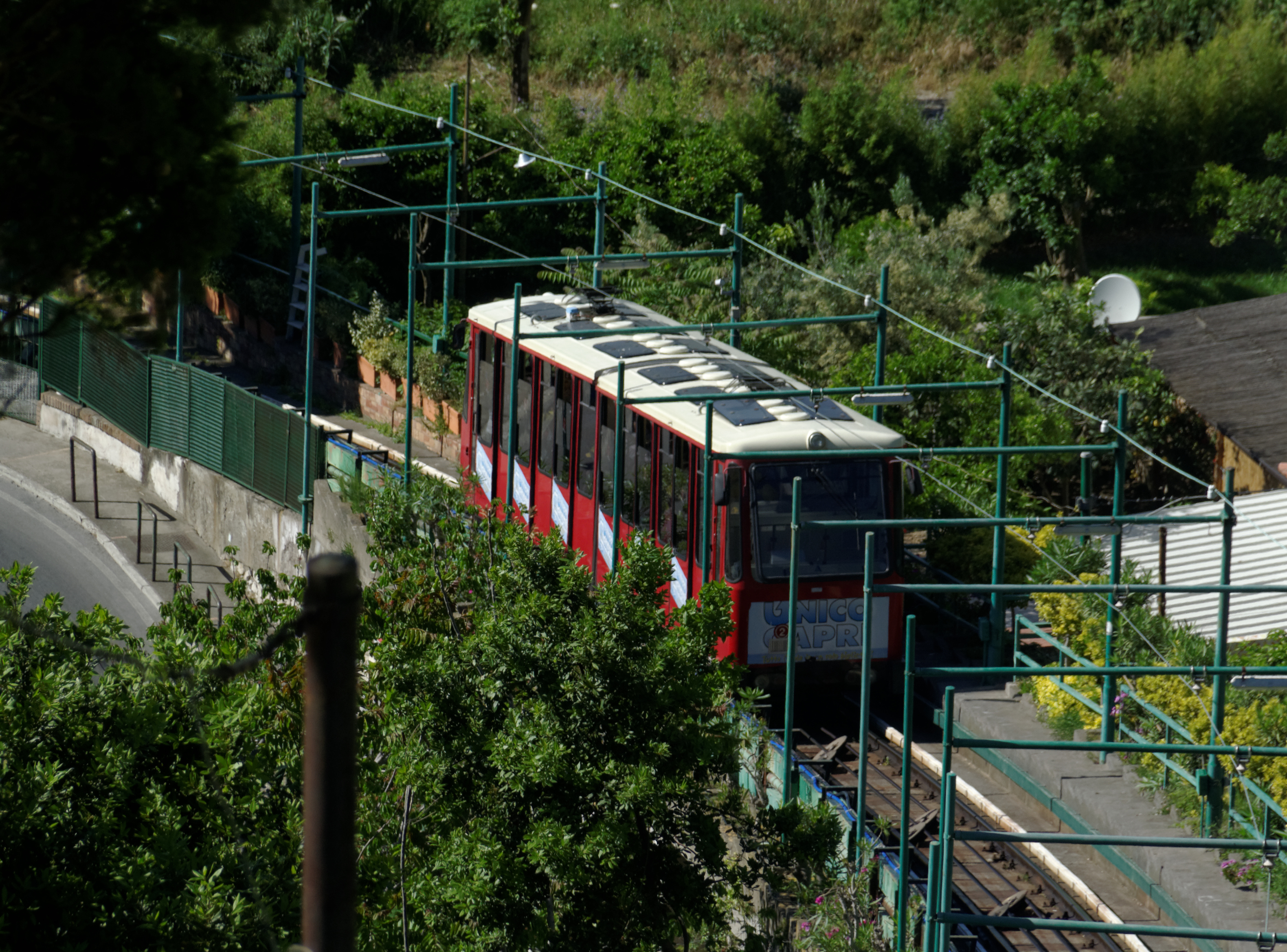
Funicular a Capri
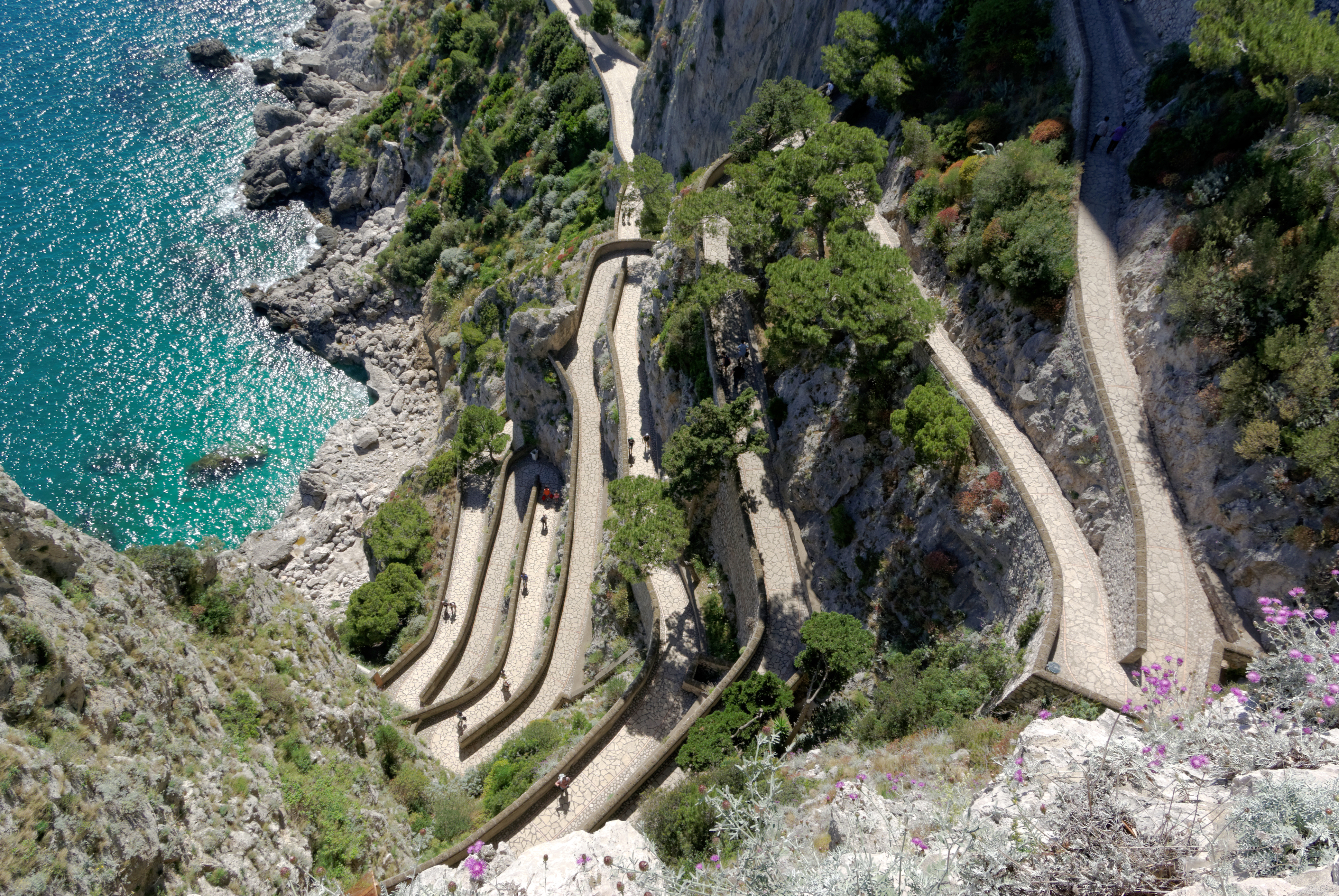
Via Krupp
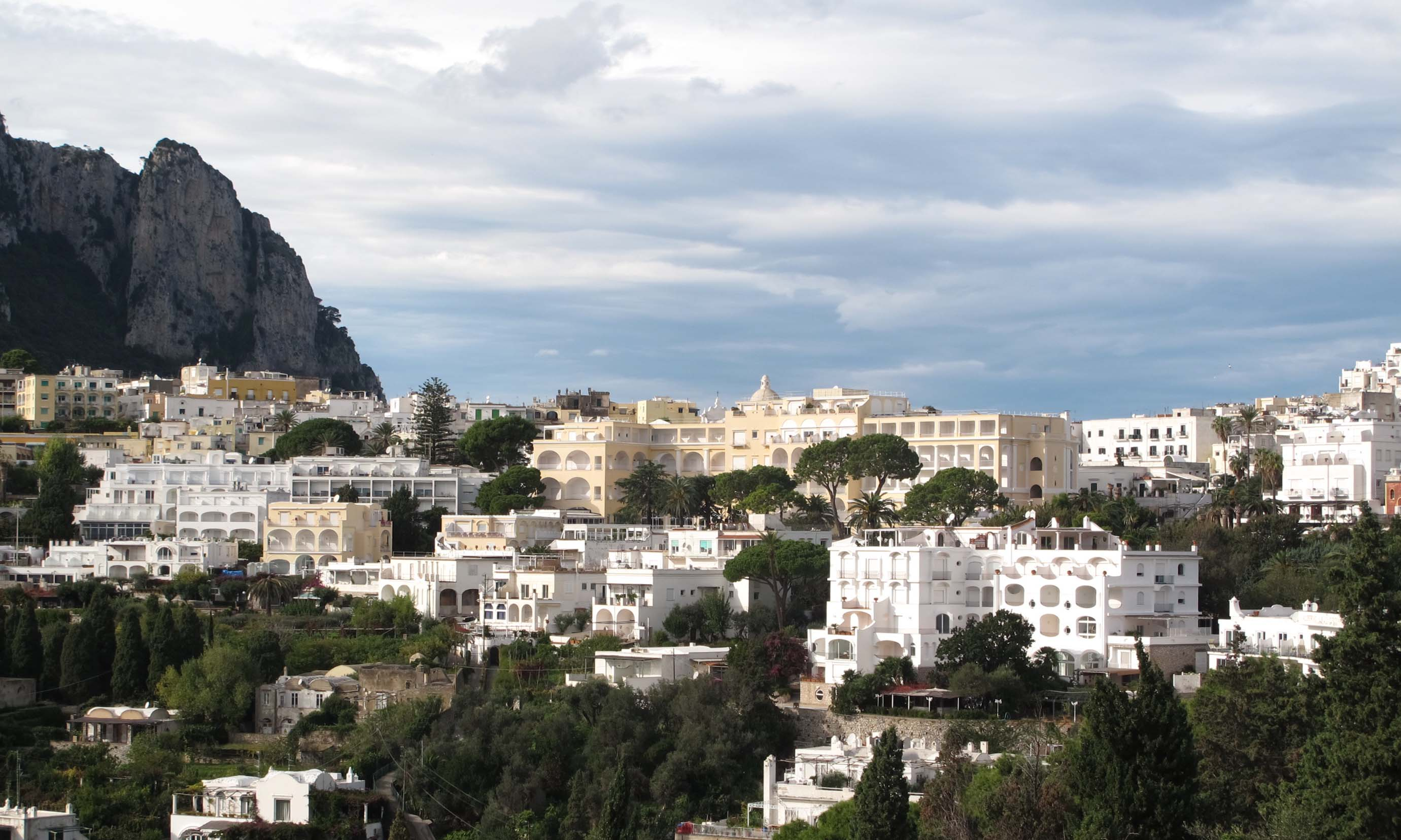
Capri